# Palacio de Yıldız
El Palacio de Yıldız (en turco: Yıldız Sarayı jɯɫˈdɯz saɾaˈjɯ lit. «Palacio de la Estrella») es un gran complejo de pabellones y villas imperiales otomanas situado en Estambul, Turquía. Aunque en origen se concibió como el jardín del palacio de Çırağan, reedificado a mediados del siglo XIX, tras la ascensión del sultán Abdul Hamid II (1876-1909), Yıldız fue progresivamente ampliado, convirtiéndose en un complejo similar a Topkapi. Tras la instalación de sultán, Yıldız se convirtió en la cuarta sede del gobierno otomano en Constantinopla, después del Eski Saray (Palacio Viejo), el palacio de Topkapı y el palacio de Dolmabahçe.
Aunque perdió gran parte de su importancia tras la revolución de los Jóvenes Turcos y el derrocamiento de Abdul Hamid II en 1909, siguió siendo usado por sus sucesores Mehmed V (1909-1918) y Mehmed VI (1918-1922). Tras varias décadas de abandono y deterioro, el complejo empezó a ser restaurado y abierto al público a finales del siglo XX. Algunos de sus edificios cobijan la Universidad Técnica de Yıldız y otras instituciones.

## Historia

### Orígenes (siglosXVII-XIX)
Las colinas que bordeaban el Bósforo desde Besiktas a Ortakoy fueron desde finales de la Edad Media huertas y bosques propiedad de la Casa de Osmán. Asimismo sirvieron como zonas de recreo y cotos de caza de los distintos sultanes, y por ello se encontraban vigilados por guardias armados. La primera pequeña mansión de madera fue edificada por el sultán Ahmed I a inicios del siglo XVII, y también Murad IV frecuentó el lugar durante las cacerías. Sin embargo, la zona siguió siendo el "parque trasero" de varios palacios y villas edificados a orillas del Bósforo, y por ello mantuvo su vegetación natural y aspecto agreste.

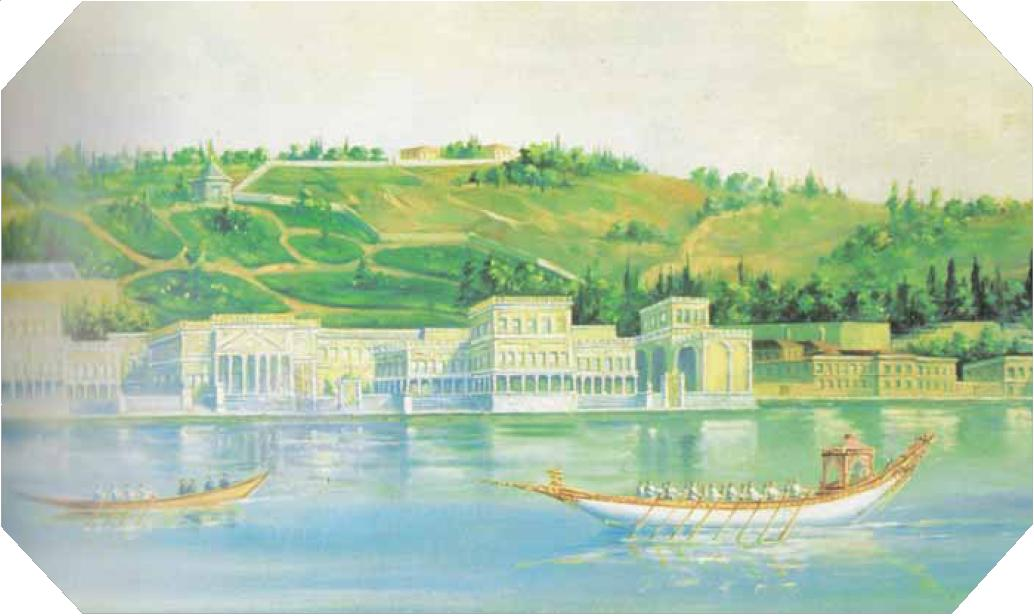
El antiguo palacio de Çırağan y la colina de Yıldız en 1840.

La estructura más antigua conservada corresponde a la fuente edificada en 1805 por el sultán Selim III en conmemoración de su padre Mustafa III. No obstante, fue Mihrişah Sultan, madre de Selim III y gran amante de la zona, la responsable de crear los primeros jardines (actual Parque de Yildiz). El nombre a la zona se lo dio, no obstante, el sultán Mahmud II (1808-1839) quien, después abolir a los Jenízaros, convirtió la zona en una campo de maniobras militares para su nuevo ejército, y en 1834 encargó edificar un pabellón llamado Yıldız (Estrella) para observar dichas maniobras. Otras fuentes aseguran que el nombre se lo dio Abdülmecid I (1839-1861), hijo de Mahmud II, quien regaló el pabellón de su padre a una concubina llamada Yıldız. Durante el reinado de Abdülaziz I (1861-1876) el parque se embelleció con otros pabellones, como el Pabellón de Malta o el Gran Mabeyn, y se conectó con un puente con el recién construido Palacio de Çırağan, la nueva residencia del sultán.

### La residencia del sultán (1877-1922)
La edad de oro de Yıldız tuvo lugar bajo el reinado del sultán Abdul Hamid II (1876-1909), que subió al trono después de deponer a su hermano mentalmente inestable Murad V. Durante la Guerra ruso-turca (1877-1878), el sultán sintió que las residencias de sus antecesores, Dolmabahçe y Çırağan, eran vulnerables a los ataques y asedios, por lo que decidió instalarse en Yıldız, que pasó de llamarse "Pabellón de Yıldız" a "Palacio Imperial de Yıldız".

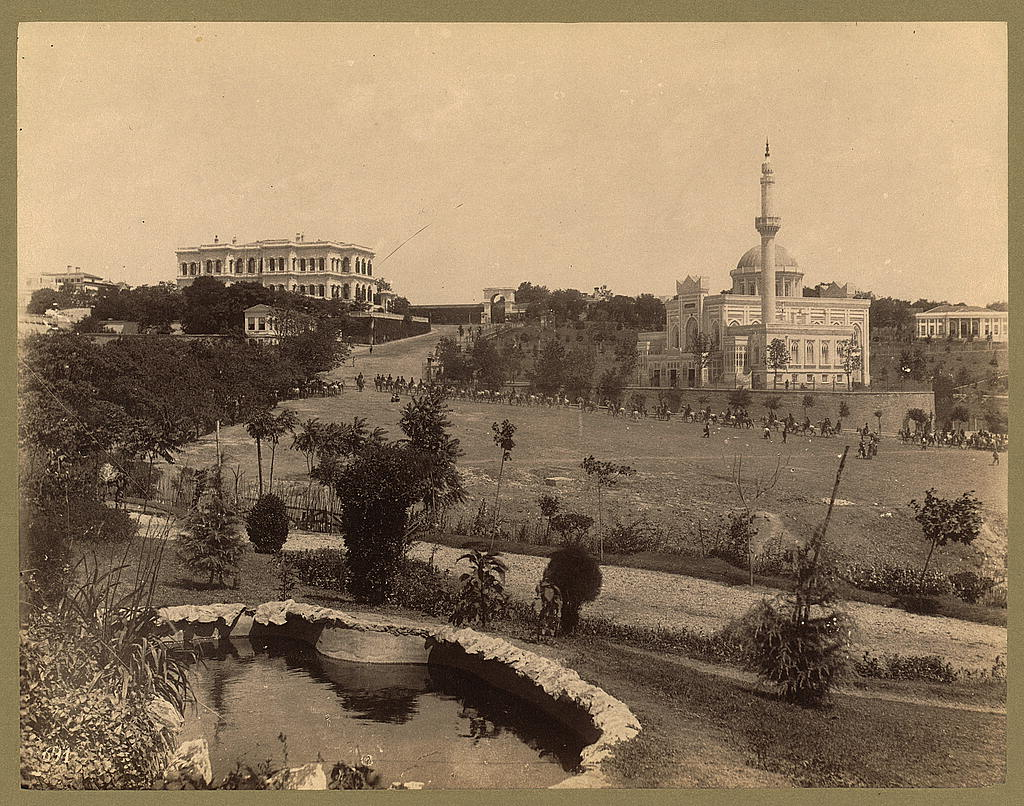
La explanada de acceso al palacio de Yıldız, con la mezquita de Yıldız en primer plano y el Gran Mabeyn en lo alto de la colina.

El conjunto de villas y pabellones fue progresivamente ampliado por el arquitecto italiano Raimondo D'Aronco, convirtiéndose en una auténtica ciudad palatina donde llegaron a vivir más de 12 mil personas y que contaba con teatro de corte, biblioteca, museo, botica, baños turcos y mezquita; además de un zoo, una fábrica de azulejos o un taller de carpintería para al sultán. Asimismo, el recinto se dotó de altos y gruesos muros para protegerlo de amenazas, mientras que en el exterior, una guarnición de 14 mil soldados garantizaba la seguridad. Yıldız no solo era la residencia del sultán y su corte, sino también la sede de la administración y, con el tiempo, la palabra "Yıldız" llegó a substituir a "Sublime Puerta" como metonimia del gobierno otomano. Desde el palacio, Abdul Hamid II rigió el imperio como monarca absoluto hasta la Revolución de 1908. Tras un intento de recobrar el poder por parte del sultán, el palacio de Yıldız fue tomado el 27 de abril de 1909 en la llamada Yıldız Yağması (Incursión de Yıldız), Abdul Hamid II depuesto y substituido por su hermano Mehmed V.
Como consecuencia de la caída de Abdul Hamid II, el palacio fue saqueado y los bienes dispersados, solo salvándose la biblioteca. El nuevo monarca, Mehmed V (1909-1918), prefirió vivir en Dolmabahçe, aunque realizó cortas estancias en Yıldız, donde de hecho murió en julio de 1918, poco antes de la rendición del Imperio otomano al término de la Primera Guerra Mundial. Durante su corto reinado, Mehmed VI (1918-1922) vivió en Yıldız, considerado más seguro, y desde allí partió rumbo al exilio en noviembre de 1922, poniendo fin al Imperio otomano y al dominio de la Casa de Osmán.

### De palacio a museo (1922-)
Tras permanecer un par de años vacío, en 1924, varias academias militares se instalaron en el complejo, y desde 1937 la Escuela de Técnica (actual Universidad Técnica de Yıldız) ha ocupado algunos edificios del antiguo harén. En 1974, las instituciones militares abandonaron el resto del conjunto, que fue cedido al Ministerio de Cultura cuatro años después. Desde entonces se ha ido restaurando paulatinamente, y en 1993 se abrieron las primeras partes al público bajo la égida de la Yıldız Sarayı Müdürlüğü (Dirección del Palacio de Yıldız).
La tercera institución que ocupa el palacio es la Millî Saraylar İdaresi Başkanlığı (Dirección de Palacios Nacionales), que fue fundada en 1925 para administrar los antiguos palacios imperiales. Desde entonces, se ha hecho cargo del llamado "Pabellón Şale", destinado a alojar a jefes de Estado extranjeros y que fue el primer edificio en abrir al público en 1985. Por último, desde 1988, el llamado Yıldız Şehir Müzesi (Museo Municipal de Yıldız), dependiente del ayuntamiento de Istanbul, también tiene su sede en varios edificios del complejo.

## Disposición
El palacio de Yıldız se organiza través de distintos patios o recintos separados por altos muros y gradualmente restringidos, asimismo, el palacio no lo forma un único edificio, sino varias construcciones y pabellones. De mismo modo, el contrario que en Dolmabahçe, donde toda la administración se encontraba bajo un mismo techo, en Yıldız cada pabellón tiene una función precisa y diferenciada. Por lo tanto, el palacio de Yıldız se aleja de los modelos occidentales de Dolmabahçe y Çırağan y retoma el modelo tradicional, reclusivo y aislado de Topkapi. Esta elección lo solo reflejaba los gustos personales del sultán Abdul Hamid II, sino su concepción neo-absolutista del poder.
Los Jardines del Palacio de Yıldız son un sitio popular entre los residentes de Estambul. Un puente conecta el Palacio de Yıldız con el Palacio de Çırağan, situado en el Bósforo, a través de este jardín.

### Primer patio o Palacio Exterior

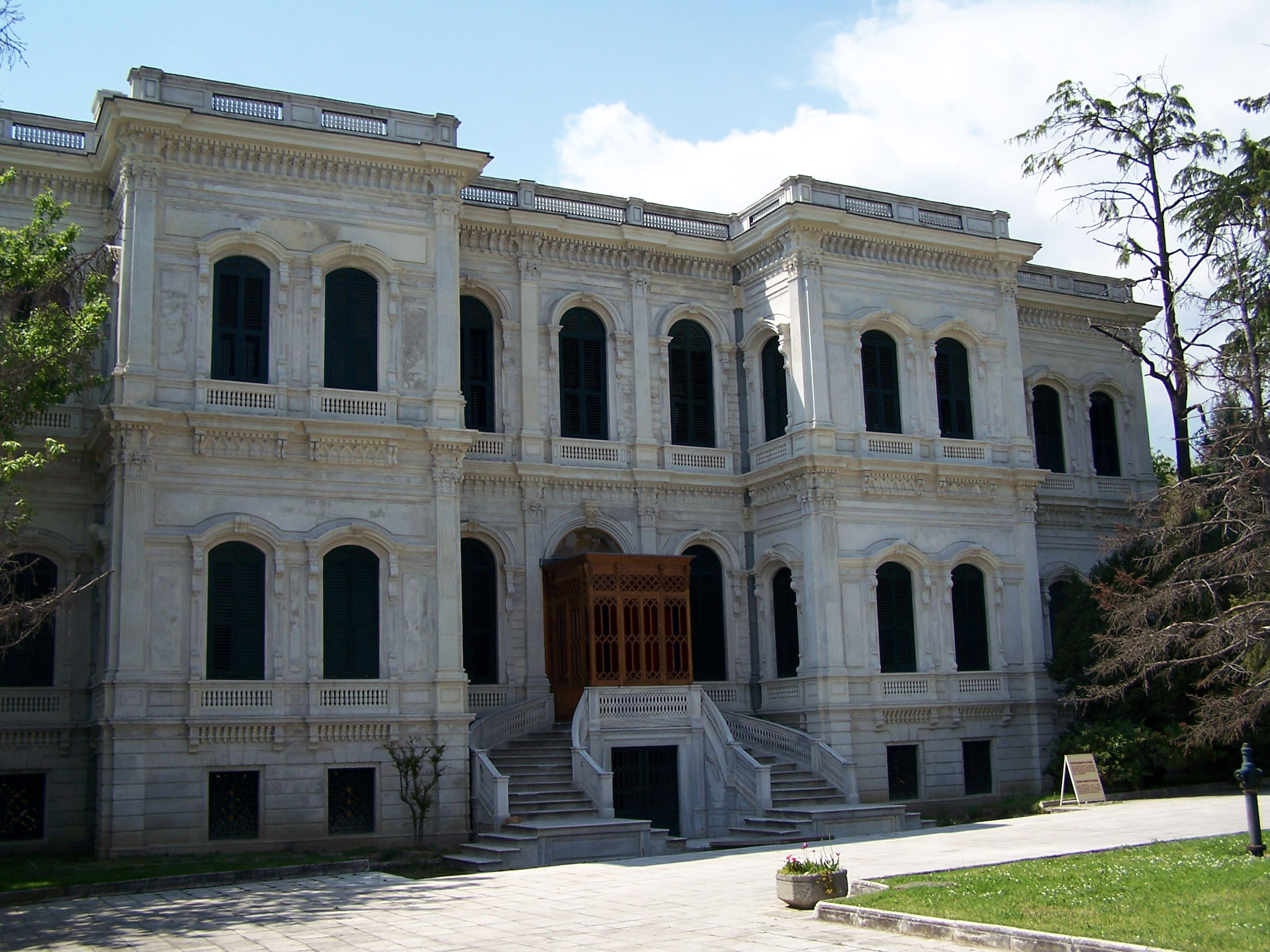
El Gran Mabeyn.

Estaba destinado a espacios de recepción, a las oficinas de los altos cargos de la corte y a los edificios del servicio.
- Gran Mabeyn: es uno de los edificios más monumentales del conjunto, al situarse en la cima de la colina, y anexo al muro perimetral, cosa que permite su contemplación desde el exterior del complejo. Fue edificado como pabellón de recreo por el sultán Abdulaziz I en 1866, luego, Abdul Hamid II lo convirtió en un espacio destinado a las recepciones.[nota 1] Su planta se basa en las residencias tradicionales otomanas, con un gran salón central con diván y una fuente. Durante la visita del archiduque Rodolfo en 1884 y del emperador Guillermo II en 1889, las recepciones tuvieron lugar aquí, del mismo modo, los viernes después del rezo, el sultán solía recibir a los embajadores en este pabellón.[11]
- Kiosco de observación: fue edificado en 1889 a raíz de la visita de Guillermo II, para que el emperador alemán pudiera observar la revista militar celebrada en el exterior del recinto palaciego. Un corredor acristalado lo conectaba con el Gran Mabeyn.[12]

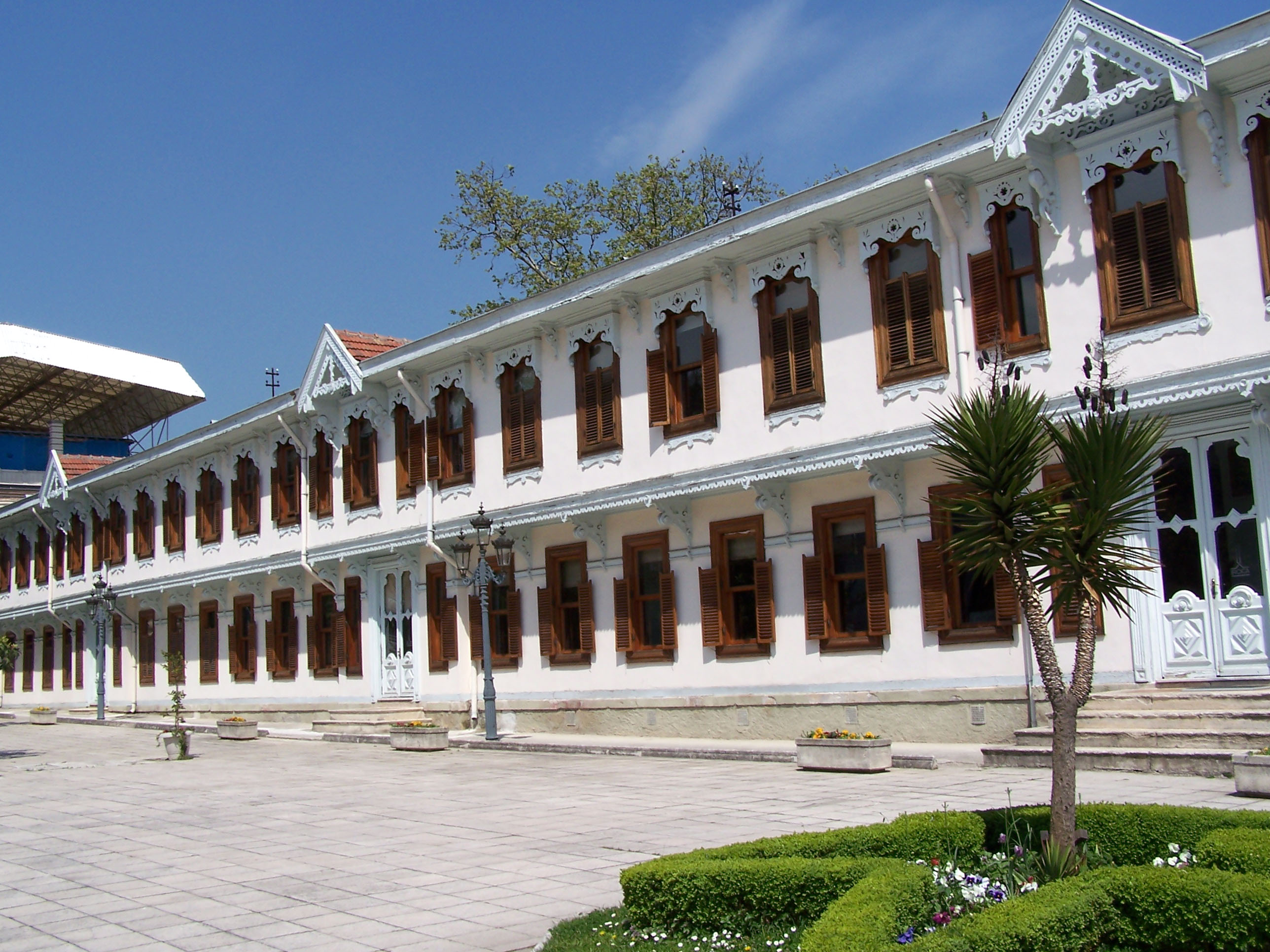
El Ala de los Ayudantes.

- El Ala de los Ayudantes.Pabellón del Muro: también edificado por Abdulaziz I hacia 1866, este sencillo pabellón comunicaba con el Segundo Patio. Durante las recepciones de los viernes, Abdul Hamid II solía recibir privadamente a algunos embajadores aquí para discutir asuntos de estado.[13]
- Ala de los Ayudantes: con su característica fachada inspirada en los chalets suizos, es uno de los edificios más emblemáticos de Yıldız. Este ala fue edificada por Raimondo D'Aronco para alojar a los edecanes y secretarios del sultán Abdul Hamid II y está formada por cinco apartamentos adosados con entradas independientes.[14]
- Armería: este alargado pabellón, de una planta y entresuelo con una elaborada fachada barroca, alberga actualmente el IRCICA (Centro de Investigación de la Cultura, Arte e Historia Islámicos) de la Organización para la Cooperación Islámica.[15]
- Ala de los Aghas: aunque se desconoce la fecha exacta de construcción, este ala alojó a los aghas (funcionarios de la corte). Tras la caída de la monarquía se usó como escuela y desde 1996 es la Facultad de Lenguas Extranjeras de la Universidad Técnica de Yıldız.[16]

### Segundo patio o Palacio Interior
Estaba exclusivamente reservado al sultán, su familia y su harén.
- Pequeño Mabeyn: fue edificado en 1900 por Raimondo D'Aronco para Abdul Hamid II como lugar de residencia, reposo y trabajo del sultán. Es un edificio rectangular, con detalles Art Nouveau en las fachadas, un gran jardín de invierno en el piso superior y decorado, en el interior, con boiseries y muebles franceses. Con el tiempo, varios extranjeros fueron recibidos por el sultán en el Pequeño Mabeyn, infringiendo, por lo tanto, la norma que prohibía a varones que no fueran de la familia entrar en el palacio interior donde estaba el harén. Este pabellón estaba conectado con los aposentos del sultán y con su hammam.[17]
- Aposentos privados: este pequeño edificio de dos pisos albergaba los cuartos privados de Abdul Hamid II, un corredor lo comunicaba con los aposentos de las consortes.[18]
- Aposentos de las consortes: un laberíntico conjunto de villas de dos plantas conectadas por pasillos acristalados constituyan el núcleo del harén del sultán. Había tres villas destinadas a las kadin efendi (consortes), dos para las cariye (concubinas) y una más pequeña para la hazinedar usta (superintendenta o tesorera mayor); además de un hammam reservado para el harén.
- Aposentos de la Sultana Madre: es uno de los edificios más grandes y antiguos del palacio, pues fue edificado en 1877 y sucesivamente ampliado. Fue el primer pabellón que habitó Abdul Hamid II cuando se instaló en Yıldız el 7 de abril de 1877, por ello también se conoció como "Aposentos del Sultán" hasta la construcción del Pequeño Mabeyn en 1900.[19] Actualmente lo ocupa el rectorado de la Universidad Técnica de Yıldız.[20]

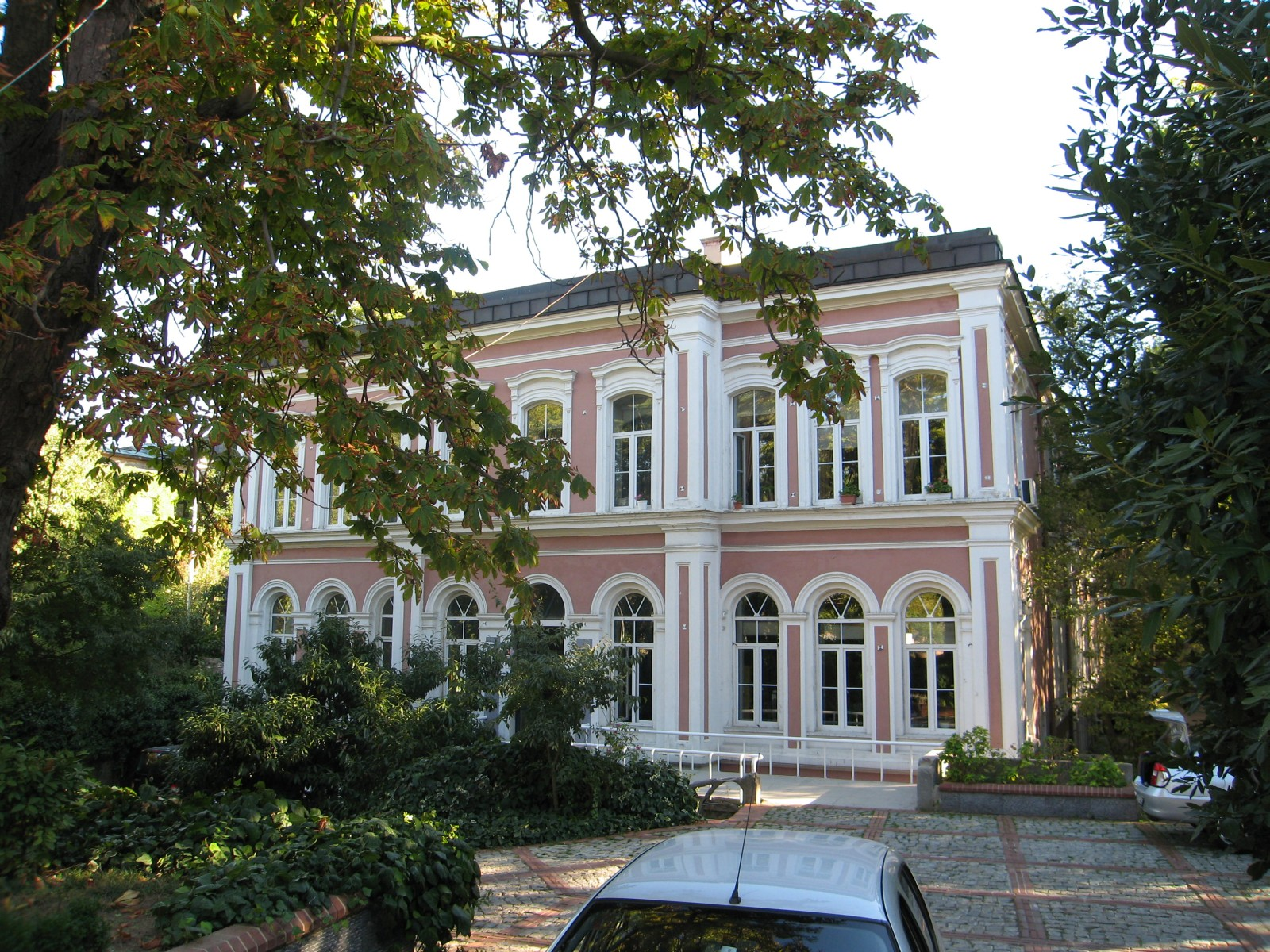
Uno de los extremos laterales del Palacio del Foso.

- Uno de los extremos laterales del Palacio del Foso.Teatro del Palacio: fue construido en 1889 por D'Aronco en estilo neobarroco y presenta un cielo estrellado en referencia al nombre del palacio, asimismo no hay asientos en la platea, ya que nadie podía dar la espalda al sultán sentado en su palco. Abdul Hamid II era muy aficionado a las representaciones teatrales, en particular a la ópera italiana, y mantenía una compañía de actores turcos y extranjeros en Yıldız. No obstante, varias obras importantes fueron censuradas debido a que representaban un regicidio, como Macbeth de Shakespeare o Un ballo in maschera de Verdi.[21]
- Palacio del Foso: a pesar de ser una de las construcciones más grandes del palacio, se desconoce la fecha de construcción exacta de esta ala alargada. Bajo el sultán Abdul Hamid II se usó como residencia de las viudas de los sultanes anteriores. Después de 1937 sirvió de colegio mayor, y actualmente lo ocupa la Facultad de Arte y Diseño y el Instituto de Ciencias Sociales de la Universidad Técnica de Yıldız.[22]
- Ala de los Pajes: esta construcción alargada con cuatro entradas independientes fue construida en 1886-1900 y pudo haber servido como alojamiento a los pajes que servían en la corte. Los interiores fueron completamente reformados en 1937 para albergar la Facultad de Arquitectura de la Universidad Técnica de Yıldız, que aún ocupa el lugar.[23]

### Tercer patio o Jardín Exterior

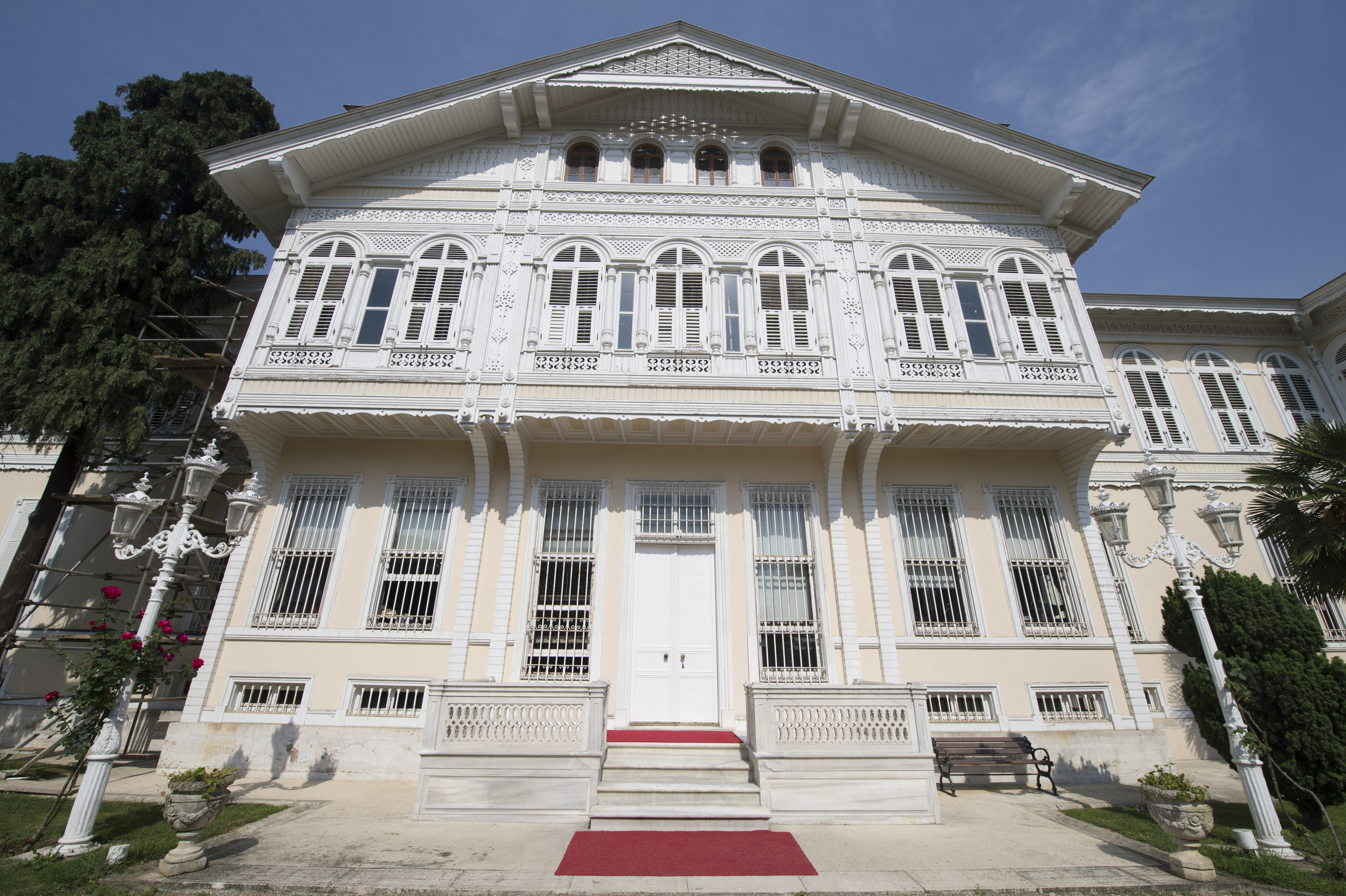
El Kiosco o Pabellón Şale.

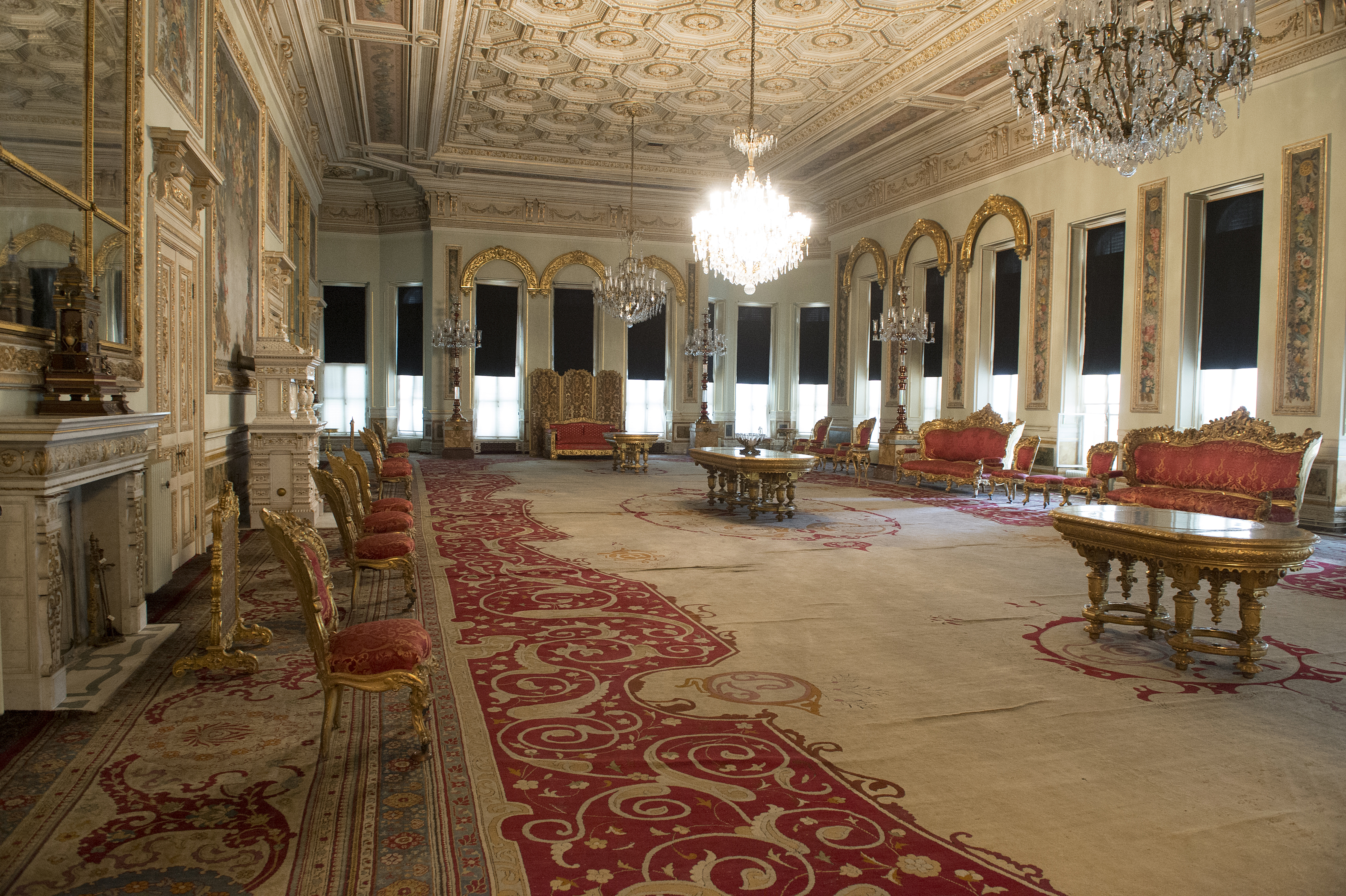
El Salón de Ceremonias del Kiosco Şale.

Situado en el extremo norte del palacio, este recinto estaba reservado a los miembros de la corte y a visitantes extranjeros, corresponde al actual Parque de Yıldız.
- Kiosco Şale: es uno de los edificios más grandes y magníficos de todo el palacio de Yıldız. Su nombre actual "Şale", deriva de la palabra francesa chalet, pero en origen fue conocido como "Kiosco de Ceremonias". En origen eran los antiguos baños del harén, reconvertidos en un pabellón de forma de chalé antes de 1880. Luego, el edificio sufrió dos importantes ampliaciones, la primera en 1889 por el arquitecto armenio Sarkis Balyan para alojar al emperador Guillermo II, quien fue el primer monarca extranjero que visitó Constantinopla. La segunda ampliación, que duplicó el tamaño del edificio, tuvo lugar en 1898, y fue dirigida por Raimondo D'Aronco con motivo de la segunda visita de Guillermo II a la ciudad. El resultado final es un edificio de tres plantas, con una fachada que imitaba los chalets suizos, tres grandes escalinatas y 64 habitaciones, entre las que destacan el suntuoso Salón de Nácar recubierto es este material, o el inmenso Salón de Ceremonias con una alfombra de cuatrocientos metros cuadrados que fue tejida a mano por sesenta tejedores.[8][24] Desde 1925 el Kiosco Şale se encuentra gestionado por Millî Saraylar İdaresi Başkanlığı (Dirección de Palacios Nacionales) y en él se alojaron personalidades como Winston Churchill o Charles de Gaulle; fue el primer edificio de Yıldız en abrir la público, en 1985.
- Kiosco Çadır: el pequeño pabellón de una planta con vistas al Bósforo fue erigido por el sultán Abdulaziz I en 1871 como lugar de reposo. En la actualidad alberga una cafetería y restaurante.[25]

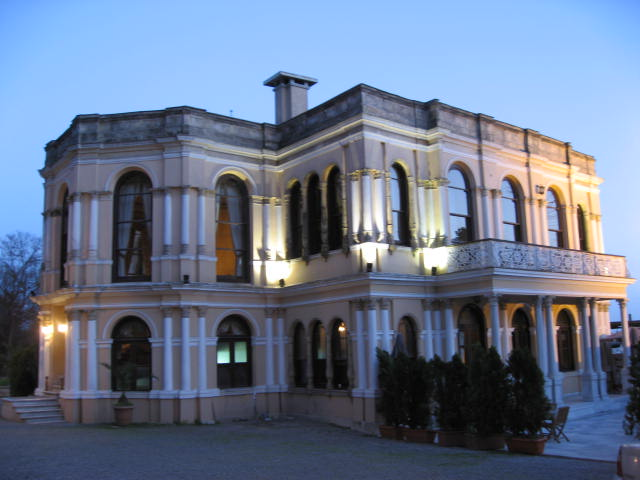
El Pabellón de Malta.

- El Pabellón de Malta.Kiosco de Malta: también fue edificado por el sultán Abdulaziz I en 1871, pero es un edificio con mucho más empaque, debido a sus dos plantas y arquitectura clasicista, probablemente obra del arquitecto italiano Fossati, autor del palacio de Berleybeyi. Su planta presenta una disposición simétrica y tripartida con un gran salón central y dos laterales. El nombre podría habérlese dado en referencia a lugares conquistados o importantes batallas, como el sitio de Malta.[26] El juicio de Midhat Pasha tuvo lugar en una tienda detrás del pabellón.
- Fábrica Imperial de Porcelana: fue fundada en 1892 para satisfacer la demanda de cerámica de estilo europeo de las clases altas, no obstante, el edificio tuvo que ser reconstruido por Raimondo D'Aronco tras el terremoto de 1894. La construcción tiene una planta trapezoidal y presenta unas fachadas semejantes a un castillo medieval europeo con detalles Art Nouveau.[27]

### Jardín Interior
Se encuentra en el corazón del palacio de Yıldız y está rodeado por un alto muro. Fue plantado en 1888 y estaba exclusivamente destinado al sultán Abdul Hamid II y a su familia. Presenta la forma de jardín inglés con elementos típicos del fin-de-siècle como invernaderos, grutas, puentes y embarcaderos. Su centro lo ocupa un canal con la forma de la palabra árabe "Hamid", en honor a sultán, y antaño la isla central estaba habitada por patos, pavos reales, grullas, pelícanos y carpas multicolores regaladas por el emperador Meiji de Japón.
- Hammam del sultán y taller de carpintería: eran espacios reservados en exclusiva a Abdul Hamid II, muy aficionado a la carpintería, y anexos al Pequeño Mabeyn.
- Biblioteca: el largo edificio de 90 metros comunicado con el anterior era la biblioteca particular del sultán. Desde 1994 alberga el Yıldız Sarayı Müzesi (Museo del Palacio de Yıldız), donde se exponen objetos relacionados con la historia del palacio y la vida de sus ocupantes.[29]
- Kiosco de la Isla y Kiosco Kebap: ambos de pequeñas dimensiones y destinados al reposo y a las plegarias, respectivamente.
- Kiosco Cihannüma o Belvedere: la pequeña construcción de dos plantas se sitúa en el límite del jardín, pegado al muro perimetral e imita a los chalets suizos. Los dos pisos superiores ofrecían una amplia panorámica del Bósforo.[30]
- Fuente de Selim III: es la estructura más antigua de todo el palacio de Yıldız, pues fue edificada en 1805 bajo Selim III. Aunque de dimensiones mucho más reducidas, su estilo rococó es similar al de la fuente de Ahmet III.[31]

## Uso actual
Después del fin del Imperio Otomano, el palacio se usó como casino de lujo antes de ser convertido en una casa de invitados para los jefes de Estado y monarcas que visitaban el país. En la actualidad es un museo y sus jardines se pueden usar para recepciones privadas y eventos, como la Feria de Antigüedades de Estambul en el Salón de la Armería, que habitualmente tiene lugar en noviembre. También se sitúa en el Palacio de Yıldız la oficina de Estambul de la Organización para la Cooperación Islámica.
En la actualidad, en el museo se organizan exposiciones de arte en cerámica o porcelana como la exposición de cerámica Ottoman Caftans de Yildiz İbram, organizada entre el 1 de noviembre y el 1 de diciembre de 2013 bajo los auspicios de los 135 años de relaciones diplomáticas entre Rumanía y Turquía, creando un ambiente agradable en una atmósfera única en compatibilidad con el pasado histórico del palacio.
El palacio está situado en el distrito de Beşiktaş de Estambul y está abierto diariamente desde las 9:30 hasta las 16:00, excepto los lunes y los jueves, desde octubre hasta febrero; y desde las 9:30 hasta las 17:00 desde marzo hasta septiembre.